# ГЕС Каменг
ГЕС Каменг — гідроелектростанція, що споруджується на сході Індії у штаті Аруначал-Прадеш. Використовує ресурс зі сточища річки Каменг, котра стікає з південного схилу Гімалаїв та впадає праворуч в Брахмапутру.
Забір води для роботи станції починатиметься з річки Біхом, яка прямує у східному напрямку до впадіння праворуч у Каменг, котра тече в цьому районі з північного сходу на південний захід. Від греблі Біхом ресурс подаватиметься у прокладений під водороздільним хребтом на південь до долини Каменг дериваційний тунель, який на своєму шляху проходитиме під правою притокою Біхому річкою Тенга, де отримуватиме додатковий ресурс. Для реалізації цієї схеми призначені дві бетонні гравітаційні греблі:
- Біхом висотою 69 метрів та довжиною 264 метри, яка потребувала екскавації 780 тис. м3 породи та заливки 405 тис. м3 бетону. Вона утримує водосховище з об'ємом 25 млн м3 (корисний об'єм 5,7 млн м3), у якому можливе коливання рівня поверхні в операційному режимі між позначками 764,5 та 770 метрів НРМ (у випадку повені — до 771,5 метра НРМ).
- Тенга висотою 25 метрів та довжиною 103 метри, яка потребувала екскавації 152 тис. м3 породи та заливки 97 тис. м3 бетону. Вона утримує водосховище зі значно меншим об'ємом 0,5 млн м3, в якому можливе коливання рівня поверхні в операційному режимі між позначками 763 та 770 метрів НРМ (у випадку повені — до 771,7 метра НРМ).

Дериваційний тунель, що з'єднує сховища з машинним залом, має довжину 14,5 км та діаметр 6,7 метра. На завершальному етапі він з'єднується з балансувальною камерою шахтного типу висотою 69 метрів та діаметром 25 метрів. Далі ресурс потрапляє у напірний водовід довжиною 3,7 км, який спершу має діаметр 5,3 метра, після чого розділяється на два діаметром по 3,5 метра, котрі, своєю чергою, діляться на два діаметром по 2,65 метра.
У наземному машинному залі працюватимуть чотири турбіни типу Френсіс потужністю по 150 МВт, які при напорі у 536 метрів повинні забезпечувати виробництво 3353 млн кВт·год електроенергії на рік.
Відпрацьована вода потраплятиме в Каменг через короткий відвідний канал розмірами 50 × 70 метрів.
Видача продукції відбуватиметься по ЛЕП, розрахованих на роботу під напругою 400 кВ.
Введення станції в експлуатацію очікується у 2018 році.